# Буськи
Буськи (рос. Буськи; рум. Buschi) — село в Рибницькому районі в Молдові (Придністров'ї).
Згідно з переписом населення 2004 року у селі проживало 91,9% українців.